# C/2014 S3 (PANSTARRS)
C/2014 S3 (PANSTARRS) est une comète découverte le 22 septembre 2014 par le Panoramic Survey Telescope and Rapid Response System (Pan-STARRS). Sa trajectoire indique qu'elle provient du nuage de Oort mais la faible intensité de sa queue et les analyses spectroscopiques indiquent une composition riche en olivine et/ou pyroxène et pauvre en volatils, et donc une formation dans une zone interne de la nébuleuse protosolaire. Cette découverte ouvre la voie à une étude de la proportion d'objets rocheux dans le nuage de Oort, qui devrait permettre de départager les modèles de type Grand Tack et Pebble accretion (en), voire de les invalider tous,.